# Museo de Cera de Las Condes
El Museo de Cera de Las Condes es un museo público chileno que exhibe figuras modeladas en cera. Fue inaugurado el 23 de julio de 2019, convirtiéndose en el primero de esta categoría en Chile. Se encuentra ubicado en el Parque Los Dominicos de la comuna de Las Condes, en Santiago. 

## Historia
El museo fue una iniciativa de la Municipalidad de Las Condes, administrada por la Corporación Cultural y la Corporación de Educación y Salud de Las Condes.   
En un inicio, la inauguración estaba contemplada para el 8 de julio de 2019, pero tras conocerse las primeras imágenes de la apariencia de las figuras replicadas de reconocidos rostros chilenos como Stefan Kramer, Gabriela Mistral y Luis Jara, las críticas de la Sociedad de Escultores chilenos (Soech) provocó que el museo anunciara retoques a las figuras, aplazando la inauguración al 23 de julio de 2019 por el alcalde Joaquín Lavín.
Las dependencias se encuentran localizadas en la remodelación de las antiguas bodegas del conjunto colonial de la Iglesia de San Vicente Ferrer, en la entrada del Centro Artesanal Pueblito Los Dominicos. 

## Colección

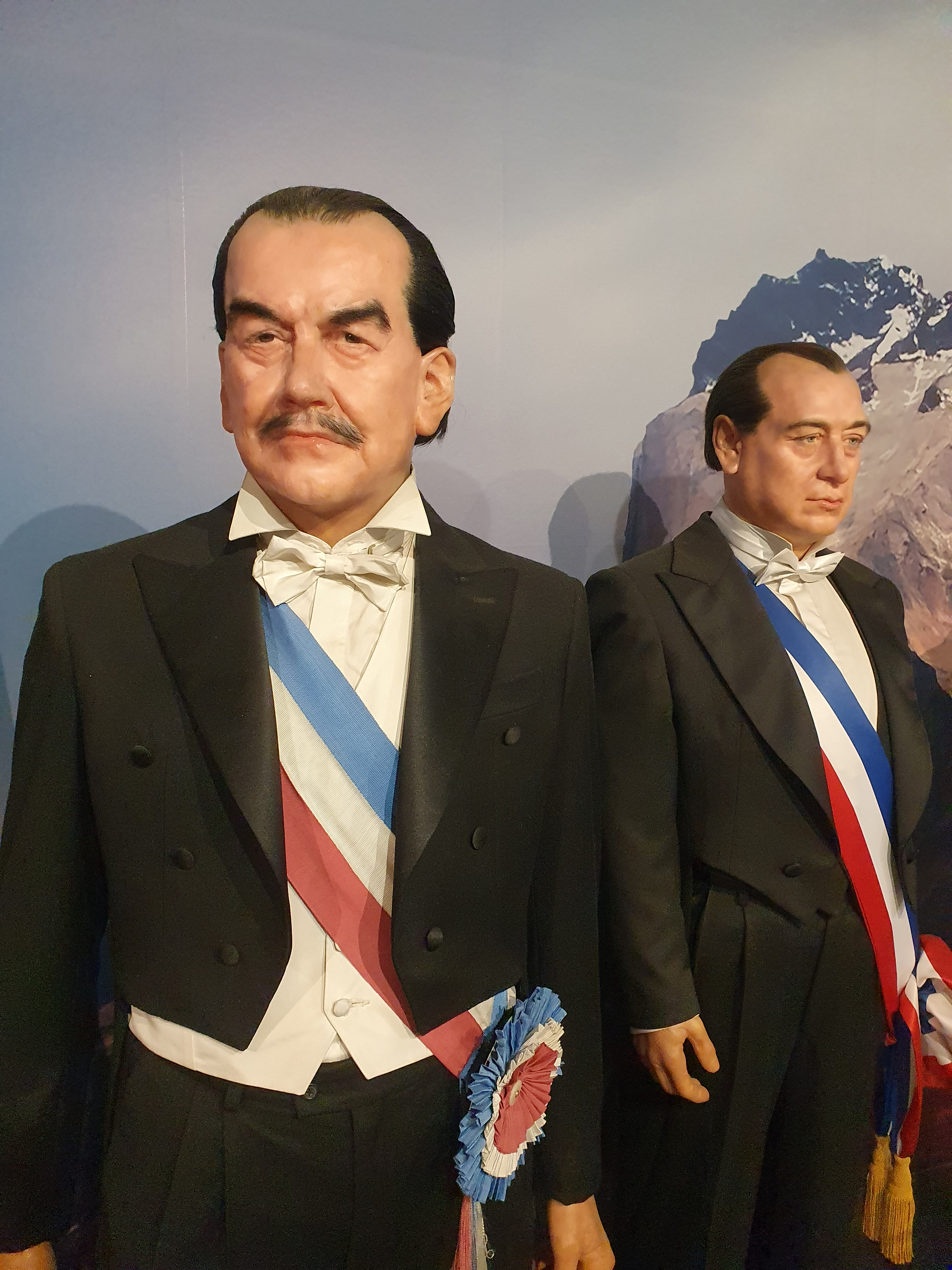
Esculturas de Pedro Aguirre Cerda y Arturo Alessandri en el Museo de Cera de Las Condes, Chile

Desde su apertura, la muestra corresponde a la exhibición de 37 estatuas de cera que son recreaciones de figuras públicas chilenas en distintos ámbitos a lo largo de la historia de la vida nacional. Las obras, fueron diseñadas por el escultor chileno Rómulo Aramburú, quien debió realizar un trabajo de selección e investigación de cada uno de los personajes, entre los cuales se destacan:

### Historia
- José Miguel Carrera
- Bernardo O'Higgins
- Diego Portales
- Arturo Prat
- Mateo de Toro y Zambrano
- Pedro de Valdivia

### Política
- Pedro Aguirre Cerda
- Arturo Alessandri Palma
- Patricio Aylwin
- Michelle Bachelet
- Manuel Bulnes
- Eduardo Frei Montalva
- Eduardo Frei Ruiz-Tagle
- Manuel Montt
- Sebastián Piñera
- José Joaquín Prieto

### Literatura
- Gabriela Mistral
- Pablo Neruda

### Religión
- San Alberto Hurtado
- Santa Teresa de Los Andes

### Televisión y espectáculos
- Cecilia Bolocco
- Felipe Camiroaga
- Rubén Campos
- Luis Jara
- Antonio Vodanovic

### Teatro y comedia
- Bombo Fica
- Delfina Guzmán
- Stefan Kramer
- Coco Legrand
- Héctor Noguera

### Deporte
- Marcelo Ríos
- Carlo de Gavardo
- Tomás González
- Sergio Livingstone
- Julio Martínez Prádanos
- Erika Olivera
- Manuel Pellegrini